# Kleines Fiescherhorn
Kleines Fiescherhorn (alternativt: Klein Fiescherhorn eller Ochs) är en bergstopp på gränsen mellan kantonerna Bern och Valais i Schweiz. Den är belägen i Bernalperna, cirka 65 kilometer sydost om huvudstaden Bern. Tillsammans med Grosses Fiescherhorn och Hinteres Fiescherhorn utgör Kleines Fiescherhorn en del av bergsryggen Fiescherhörner. Toppen på Kleines Fiescherhorn är 3 895 meter över havet.